# Coryphantha radians
Coryphantha radians ist eine Pflanzenart in der Gattung Coryphantha aus der Familie der Kakteengewächse (Cactaceae). Das Artepitheton radians stammt aus dem Lateinischen, bedeutet ‚radiär‘ und verweist auf die Bedornung der Art.

## Beschreibung
Coryphantha radians wächst meist einzeln und bildet nur manchmal Gruppen. Die kugelförmigen bis leicht zylindrischen, dunkelgrünen Triebe erreichen Durchmesser von 5 bis 8 Zentimeter. Sie sind dicht von den Dornen eingehüllt. Die großen Warzen sind eiförmig. Die Axillen und die Warzenfurchen sind weiß bewollt. Ein Mitteldorn fehlt in der Regel. Ist er vorhanden, so ist er etwas gebogen. Die 16 bis 18 weißlichen bis gelblichen, 1 bis 1,2 Zentimeter langen Randdornen sind steif.
Die leuchtend gelben Blüten weisen Durchmesser von bis zu 10 Zentimeter auf. Die Früchte sind grün.

## Verbreitung und Systematik
Coryphantha radians ist in den mexikanischen Bundesstaaten Durango, San Luis Potosí, Guanajuato, Querétaro und Hidalgo verbreitet. 
Die Erstbeschreibung als Mammillaria radians durch Augustin-Pyrame de Candolle wurde 1828 veröffentlicht. Nathaniel Lord Britton und Joseph Nelson Rose stellten die Art 1923 in die Gattung Coryphantha. Weitere nomenklatorische Synonyme sind Echinocactus radians (DC.) Poselg. (1853) und Cactus radians (DC.) Kuntze (1891).

## Nachweise